# Ria Thompson
Ria Thompson, född 3 november 1997, är en australisk roddare.
Thompson tog brons tillsammans med Rowena Meredith, Harriet Hudson och Caitlin Cronin i scullerfyra vid olympiska sommarspelen 2020 i Tokyo.